# 5인제 시각장애인 축구

5인제 시각장애인 축구(Blind Football, 줄여서 5인제 축구)는 시각에 장애를 가진 선수가 플레이할 수 있게 고안된 축구이다. 경기는 국제 시각장애인 스포츠 연맹(IBSA)이 총괄하고 있으며 국제 축구 연맹(FIFA)이 정한 풋살(5인제 실내 축구) 규칙을 일부 수정한 것에 따라서 진행된다. 대한민국에서는 대한 장애인 축구 협회(KOFAD)에 총괄하고 있다.

## 규칙
하나의 팀에는 골키퍼를 포함하여 5명의 선수로 구성된다. 시합 시간은 전후반 각 20분으로 총 40분 동안 행해지며 그 사이에 10분 간의 하프 타임이 있다. 골키퍼는 시력적인 제한이 없기 때문에 시각장애가 없는 비장애 선수가 맡는 일이 많다. 골키퍼 이외의 4명의 필드 선수는 시각장애의 정도에 따라서 다음의 세 등급으로 나뉜다.

### 등급
- B1 - 전맹 또는 거의 전맹 - 빛을 전혀 느끼지 않지만 빛을 느껴도 손의 그림자를 인식할 수 없는 정도
- B2 - 약시 - 손의 그림자를 인식할 수 있으며 교정 후의 시력이 0.03 미만, 또는 시야가 5도 미만인 정도
- B3 - 약시 - 교정 후의 시력이 0.03 ~ 0.1, 또는 시야가 5도 ~ 20도 정도

대회는 B1 등급이 플레이하는 ‘전맹부’와 B2/B3 등급이 플레이하는 ‘약시부’의 두 종류가 있다.

### 전맹부 축구(B1 등급)의 규칙
B1 등급에서는 선수의 조건을 같게 하기 위해서 골키퍼 이외의 필드 선수는 안대를 착용하고 플레이한다. 골키퍼는 골대 앞의 장방형 구역 내(가로 5.82m×세로 2m)의 공만 건드릴 수가 있다. 또, 상대방의 공격 상황을 수비수에게 전하는 역할도 맡는다. 팀에서는 선수 외에 적진 골대 뒤에 가이드를 두며 선수에게 방향이나 거리 등을 전하거나 슛 타이밍 등을 지시한다. 사이드라인에는 펜스가 있어서 공이 터치를 벗어날 일은 거의 없다. 또 공은 선수에게 위치를 알 수 있도록 소리가 나게 방울을 넣어서 만든다.

### 약시부 축구(B2/B3 등급)의 규칙
안대를 장착하지 않고 일반적인 공을 사용해서 거의 풋살과 다르지 않는 규칙으로 진행한다. 팀은 B2 및 B3 등급의 선수로 구성되며 항상 2명 이상의 B2 등급의 필드 선수가 있을 필요가 있다.

### 구호.
수비 시에 공을 가지러 갈 때 ‘내가 간다’라는 뜻의 스페인어 ‘보이!’(voy)라고 외친다. 이는 불필요한 접촉 플레이를 방지하기 위한 것이다.

### 관객의 반응
시각장애인 축구는 공의 소리나 선수와의 교섭 등, 청각에 의지하는 스포츠이기 때문에 진행을 방해하지 않기 위해서 경기 중에 관객은 목소리를 내는 것은 일절 금지하며 매너 위반이 된다. 단, 팀이 골을 넣은 직후 등 경기 시간 이외라면 그 제한은 없다.

## 세계 선수권 결과

### 남자

#### B1
| 1998 | 캄피나스              | 브라질     | 1–0 | 아르헨티나 | 스페인   | 2–0              | 콜롬비아 | 6  |
| 2000 | 헤레스데라프론테라    | 브라질     | 3–0 | 아르헨티나 | 스페인   | 4–0              | 그리스   | 8  |
| 2002 | 브라질 리우데자네이루 | 아르헨티나 | 4–2 | 스페인     | 브라질   | 2–0              | 콜롬비아 | 9  |
| 2006 | 부에노스아이레스      | 아르헨티나 | 1–0 | 브라질     | 파라과이 | 2–1              | 스페인   | 8  |
| 2010 | 헤리퍼드              | 브라질     | 2–0 | 스페인     | 중국     | 1–0              | 잉글랜드 | 10 |
| 2014 | 도쿄                  | 브라질     | 1–0 | 아르헨티나 | 스페인   | 0–0 (연장전 2-0) | 중국     | 12 |
| 2018 | 마드리드              | 브라질     | 2–0 | 아르헨티나 | 중국     | 2–1              | 러시아   | 16 |

출처: IBSA Football - Results 보관됨 2019-06-20 - 웨이백 머신

#### B2/B3
| 1998 | 캄피나스 | 벨라루스   | 3–2       | 스페인     | 이탈리아 | 9–2              | 아르헨티나 | 6  |
| 2002 | 바레세   | 벨라루스   | 14–2      | 러시아     | 스페인   | 3–2              | 브라질     | 12 |
| 2013 | 미야기   | 러시아     | 1–0 (AET) | 우크라이나 | 잉글랜드 | 14–0             | 일본       | 4  |
| 2017 | 칼리아리 | 우크라이나 | 3–0       | 잉글랜드   | 러시아   | 2–2 (연장전 2-1) | 스페인     | 8  |
| 2021 |          |            |           |            |          |                  |            |    |

출처: IBSA Football - Results 보관됨 2019-06-20 - 웨이백 머신

### 여자
| 2017 | 비엔나 | 일본 | 1–0 | IBSA select | 잉글랜드/ 그리스 | 0-0 (연장전 1-0) | 러시아/ 캐나다 | 4 |

출처: IBSA Football - Results 보관됨 2019-06-20 - 웨이백 머신

### 내용주
1. ↑  벨기에, 독일, 오스트레일리아의 선수들로 구성된다.

### 참조주
1. ↑  “Archived copy” (영어). 2018년 6월 20일에 원본 문서에서 보존된 문서. 2018년 7월 31일에 확인함.

## 같이 보기
- 패럴림픽